# Portal de la Manresana
El Portal de la Manresana és una obra gòtica del nucli de la Manresana, al municipi de Sant Ramon (Segarra) inclosa a l'Inventari del Patrimoni Arquitectònic de Catalunya.

## Descripció
Antic portal que tancava el nucli formant un clos emmurallat, situat al carrer que baixa del castell i que comunica amb l'actual plaça de l'església.
Està format per un arc de mig punt de grans dimensions, realitzat amb carreus regulars de mitjanes dimensions, el qual es pot situar entre els segles xiv i xv, per sobre del qual posteriorment s'hi van edificar diferents habitatges realitzats amb paredat, i que conserva altres elements defensius com és el cas d'un contrafort. Passada l'arcada trobem una premsa de vi de grans dimensions realitzada amb fusta, datada l'any 1862 mitjançant una inscripció a la peça superior, que per les seves característiques es pot deduir que era d'ús comunitari.